# さそり座X-1
さそり座 X-1 は、さそり座の方向、地球からの距離9000光年のところに位置するX線源である。低質量X線連星である。
太陽系外で初めて発見されたX線源であり、太陽についで強いX線を放射している天体である。X線強度は日々変動しており、実視等級12 - 13等の変光星さそり座V818星に付随している。

## 発見と初期の研究
さそり座X-1は、AS&E社（American Science & engineering, Inc）のリカルド・ジャコーニが率いるチームによって1962年に発見された。ジャコーニらは、月からのX線放射を観測するため、X線検出装置を取り付けたエアロビー150ロケットを打ち上げていた。この観測により、さそり座X-1は太陽系外で最初のX線源として発見された。この実験は空間分解能が低く、さそり座X-1の位置を正確に特定することはできなかった。このため、当初は天の川銀河の中心付近にあるのではないかと考えられたこともあったが、のちの観測によりさそり座の中に位置することが判明した。さそり座の中で最初に発見されたX線源ということで、さそり座X-1という名がつけられた。
1962年6月12日に打ち上げられたエアロビーロケットでの観測では、さそり座X-1の位置は赤経16時15分、赤緯－15.2°（1950年分点）とされた。
一方、別の文献ではこのロケットの打ち上げ日時は1962年6月19日6時59分00秒（世界時）であるという指摘もある。
さそり座X-1を発見した観測装置は、もともと月からのX線放射を観測するために作られたものであったために、天体の位置を細かく特定するには向いていないものであった。その結果、さそり座X-1からのX線放射はとても広がっているように見えてしまい、放射源の位置や大きさを正確に特定することはできなかった。1962年10月には同様の観測が繰り返し行われたが、銀河中心方向は地平線下にあり、X線を観測することができなかった。1963年6月に行われた3度目の観測で、さそり座X-1からのX線放射の追観測に成功した。銀河中心は赤経・赤緯ともにさそり座X-1から20度以内にあり、1962年6月の観測では銀河中心とさそり座X-1からのX線放射を見分けることができなかった。
パルサーが発見される前の1967年にもかかわらず、ヨシフ・シクロフスキーはさそり座X-1のX線と可視光観測を合わせ、この放射は伴星から物質をはぎ取っている中性子星からのものであると正しく結論付けた。

## 特徴
さそり座X-1のX線放射は、2.3×1031 ワットであり、太陽の総放射の6万倍である。さそり座X-1のX線強度は時間変動しており、また可視光でも不規則に変光する天体であるが、X線の変光と可視光の変光は相関がない。さそり座X-1それ自体は中性子星であり、その強い重力で伴星の物質を降着円盤に吸い寄せている。降着円盤に降り積もった物質はやがて中性子星表面にまで落下し、この際に莫大なエネルギーを放射する。さそり座X-1のX線放射強度は、エディントン限界で物質が降着している中性子星と同程度である。
このような系は、低質量X線連星と呼ばれる。中性子星の質量は太陽質量の約1.4倍であり、伴星の質量は太陽の0.42倍しかない。この二つの星は、同時に生まれたとは考えられていない。最近の研究によると、このような連星系は球状星団の中で二つの天体がきわめて近い距離まで接近したことによって作られたと考えられている。